# Těšínský kraj
Těšínský kraj (německy Teschner Kreis) byl zřízen roku 1783 při celkové reorganizaci krajské správy za Josefa II. Sídlo krajského úřadu bylo v Těšíně, v jeho čele stál krajský hejtman a úřad spravoval krom území Těšínska (zahrnujícího území Těšínského a Bílského knížectví, a nižší stavovská panství Bohumín, Frýdek, Ráj, Fryštát, Petrovice, Doubrava, Rychvald, Orlová a Německá Lutyně) také Klimkovicko (panství Bravantice, Poruba, Dobroslavice a Třebovice). Úřad zanikl při další reorganizaci státní správy roku 1850.
Na severu kraj hraničil s Pruskem, na východě s Haličí, na jihu s Uhrami a moravským Přerovským krajem a na západě se slezským Opavským krajem.

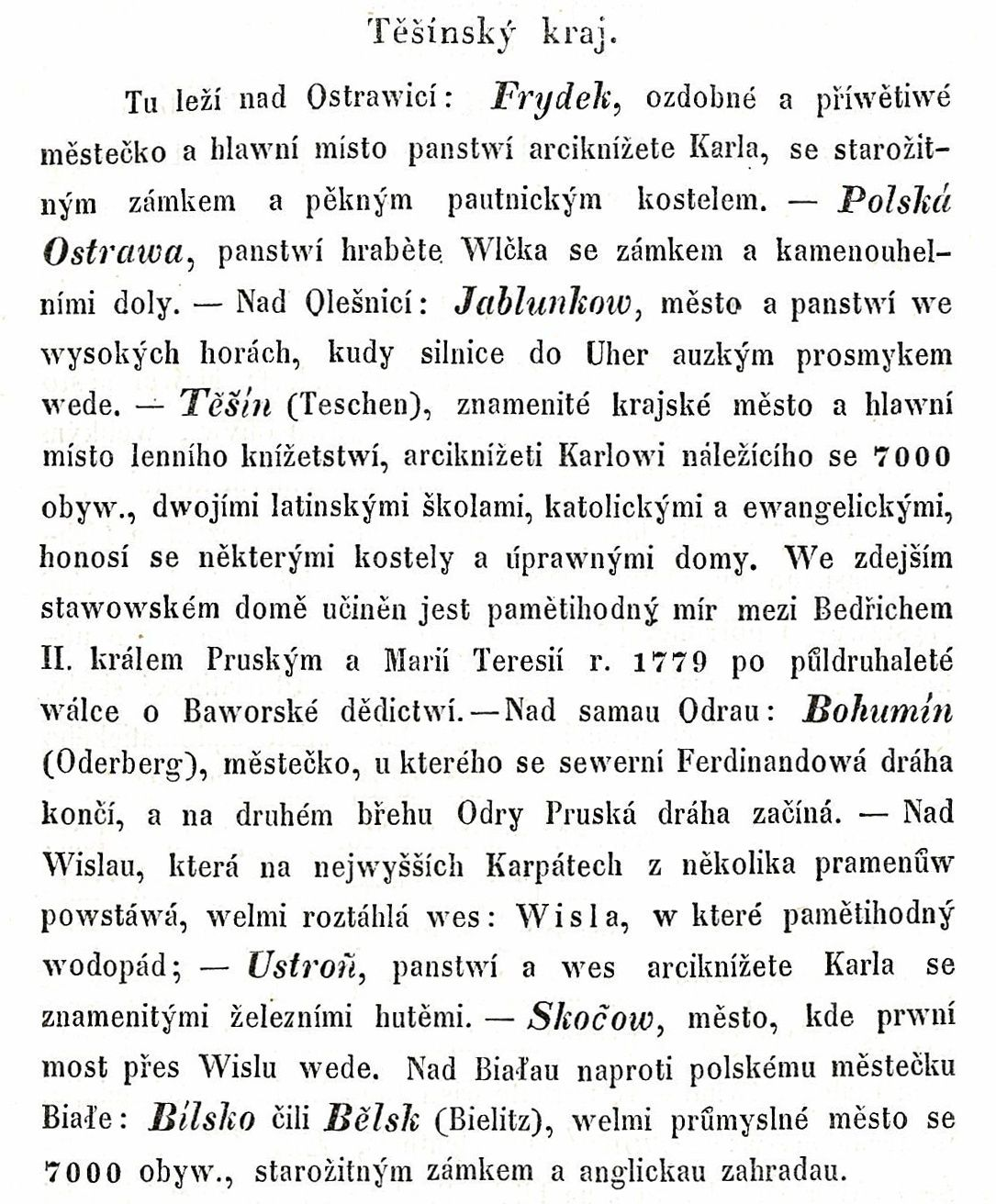
Popis Těšínského kraje v Karla Wladislawa Zapa wšeobecném zeměpise, díl I., rok 1846

Vedle Těšínska byla jeho součástí také východní část české části Opavského knížectví zahrnující ostravské městské obvody Krásné Pole, Martinov, Plesná, Polanka nad Odrou, Poruba, Pustkovec, Svinov, Třebovice; město Klimkovice, obce Bravantice, Budišovice, Čavisov, Děhylov, Dobroslavice, Dolní Lhota, Horní Lhota, Jistebník, Olbramice, Velká Polom, Vřesina a Zbyslavice, a katastrální území Studénka (součást města Studénka).